# Elwendia badachschanica
Elwendia badachschanica är en växtart i släktet Elwendia och familjen flockblommiga växter.
Arten förekommer i Tadzjikistan. Den beskrevs först av Rudolf V. Kamelin och fick sitt nu gällande namn av Michail Pimenov och Jevgenij Kljujkov.